# Special Olimpics

Logo Special Olimpics

Special Olimpics este cea mai mare organizație sportivă din lume pentru copii și adulți cu dizabilități intelectuale, oferind antrenament și activități pe tot parcursul anului pentru 5 milioane de participanți și parteneri sporturilor de echipă din 172 de țări. Competițiile Special Olympics au loc zilnic, în întreaga lume, inclusiv competiții locale, naționale și regionale, însumând mai mult de 100.000 de evenimente pe an.. Ca și Comitetul Internațional Paralimpic, organizația Special Olympics este recunoscută de Comitetul Olimpic Internațional; cu toate acestea, spre deosebire de Jocurile Paralimpice, Jocurile Mondiale ale acesteia nu au loc în același an și nici în legătură cu Jocurile Olimpice.
Jocurile Mondiale Special Olympics sunt un eveniment major organizat de comitetul Special Olympics. Jocurile Mondiale alternează în general între jocurile de vară și cele de iarnă, în cicluri de doi ani, care se repetă la fiecare al patrulea an. Jocurile au avut loc pentru prima dată pe 20 iulie 1968, în Chicago, Illinois, Statele Unite, cu aproximativ 1.000 de sportivi din SUA și Canada. La acele prime jocuri, președintele onorific al evenimentului, Eunice Kennedy Shriver Eunice, a anunțat formarea organizației Special Olympics. Participarea internațională s-a extins în jocurile ulterioare. În 2003, primele jocuri de vară desfășurate în afara Statelor Unite au fost la Dublin, Irlanda, cu 7000 de sportivi din 150 de țări. Cele mai recente Jocuri de vară au fost găzduite la Berlin , Germania, între 16 și 25 iunie 2023. 

## Istoric
Eunice Kennedy Shriver, sora președintelui american John F. Kennedy, credea că oamenii cu dizabilități intelectuale pot fi fericiți și pot trăi vieți pline de sens. Eunice a fondat Special Olympics pentru a schimba la pozitiv atitudinile față de persoanele cu handicap mintal. În iunie 1963, Kennedy Shriver a început o tabără de zi numită Camp Shriver pentru copiii cu dizabilități intelectuale și fizice la casa ei din Potomac, Maryland. Tabăra a căutat să abordeze îngrijorarea că copiii cu dizabilități aveau foarte puține oportunități de a participa la evenimente atletice organizate. Cu Camp Shriver ca exemplu, Kennedy Shriver, pe atunci șeful Fundației Joseph P. Kennedy Jr. și membru al Comitetului Președintelui John F. Kennedy pentru Retardarea Mintală, a promovat conceptul de implicare în activitatea fizică și alte oportunități pentru persoanele cu dizabilități intelectuale. Camp Shriver a devenit un eveniment anual, iar Fundația Kennedy a acordat granturi universităților, departamentelor de recreere și centrelor comunitare pentru a ține tabere similare.
Primele jocuri Special Olympics au avut loc pe 20 iulie 1968, la Soldier Field din Chicago. Aproximativ 1.000 de sportivi din SUA și Canada au luat parte la evenimentul de o zi, care a fost o asociere între Fundația Kennedy și Districtul Parcul Chicago. Anne McGlone Burke, pe atunci profesoară de educație fizică în Chicago Park District, a început cu ideea unei singure competiții atletice în stil olimpic, la nivelul întregului oraș, pentru persoanele cu nevoi speciale. Burke a abordat Fundația Kennedy în 1967 pentru a ajuta la finanțarea evenimentului. Kennedy Shriver, la rândul său, a încurajat-o să extindă ideea dincolo de oraș, iar fundația a oferit un grant de 25.000 de dolari.
În 1971, Comitetul Olimpic al SUA a dat aprobarea oficială a Olimpiadei Speciale pentru a folosi numele „Olimpiadă”. Franța a trimis primii sportivi din afara Americii de Nord la al doilea joc organizat în 1970. Al treilea joc din 1972 au participat 10 națiuni care și-au trimis campionii țării atleți. Primele Olimpiade Speciale Mondiale de iarnă au avut loc în februarie 1977 la Steamboat Springs, Colorado, SUA. Națiunile Unite a declarat anul Special 19 Olimpiada. [ 26 ] În 1988, Olimpiada Specială a fost recunoscută oficial de Comitetul Olimpic Internațional (CIO).

## Programe naționale
În mai 2023, există 204 țări și teritorii, grupate în șapte regiuni geografice. Din cauza unor probleme legale, opt programe naționale nu folosesc denumirile oficiale ale țărilor lor în limba engleză, ci în schimb își folosesc numele oficiale în limbile lor locale. 
| Număr | Regiuni                             | Țări |
| ----- | ----------------------------------- | ---- |
| 1     | Africa                              | 40   |
| 2     | Asia-Pacific                        | 35   |
| 3     | Asia de Est                         | 6    |
| 4     | Europa-Eurasia                      | 58   |
| 5     | America and the Caraibe             | 43   |
| 6     | Orientul Mijlociu și Africa de Nord | 22   |
| Total | Special Olympics                    | 204  |

### Africa (40)
- Benin
- Botswana
- Burkina Faso
- Burundi
- Cape Verde
- Chad
- Democratic Republic of Congo
- Côte d'Ivoire
- Equatorial Guinea
- Eswatini
- Ethiopia
- The Gambia
- Ghana
- Guinea
- Guinea Bissau
- Kenya
- Lesotho
- Liberia
- Madagascar
- Malawi
- Mali
- Mauritius
- Mozambique
- Namibia
- Niger
- Nigeria
- Rwanda
- Senegal
- Seychelles
- South Africa
- South Sudan
- Tanzania
- Togo
- Uganda
- Zambia
- Zimbabwe

### Asia-Pacific (35)
- Afghanistan
- American Samoa
- Australia
- Bangladesh  Bangladesh
- Bharat (India) (details)
- Bhutan
- Brunei
- Cambodia
- Fiji
- Guam
- Indonesia
- Kiribati
- Laos
- Malaysia
- Maldives
- Marshall Islands
- Micronesia
- Myanmar
- Nauru
- Nepal
- New Zealand
- Japonia
- Pakistan Pakistan
- Palau
- Papua New Guinea
- Filipine
- Samoa
- Sri Lanka
- Singapore
- Solomon Islands
- Thailand
- Timor Leste
- Tonga
- Vanuatu
- Vietnam

### East Asia (6)
- China
- Taipeiul Chinez
- Hong Kong
- Coreea de Sud
- Macau
- Mongolia

### Eurasia (58)
- Albania
- Andorra
- Armenia
- Austria
- Azerbaijan
- Belarus
- Belgium
- Bosnia and Herzegovina
- Bulgaria
- Croatia
- Cyprus
- Czech Republic
- Denmark
- Estonia (details)
- Faroe Islands
- Finland
- France
- Georgia
- Germany
- Gibraltar
- Great Britain (details)
- Hellas (Grecia)
- Hungary
- Iceland
- Ireland (details)
- Isle of Man
- Israel
- Italy
- Kazakhstan
- Kosovo (details)
- Kyrgyzstan
- Latvia
- Liechtenstein
- Lithuania
- Luxembourg
- North Macedonia
- Malta
- Moldova
- Monaco
- Montenegro
- Netherlands
- Norway
- Poland
- Portugal
- Romania
- Russia
- San Marino
- Serbia
- Slovakia
- Slovenia
- Spain
- Sweden
- Switzerland
- Tajikistan
- Turkey
- Turkmenistan
- Ukraine
- Uzbekistan

### America and the Caribbean (43)
- Argentina
- Bolivia
- Brazil
- Chile
- Colombia
- Costa Rica
- Dominican Republic
- Ecuador
- El Salvador
- Guatemala
- Honduras
- Mexico (details)
- Nicaragua
- Panama
- Paraguay
- Peru
- Cuba
- Uruguay
- Venezuela
- Belize
- Guyana
- Trinidad and Tobago
- Antigua and Barbuda
- Aruba
- Bahamas
- Barbados
- Bermuda
- Bonaire
- Canada (details)
- Cayman Islands
- Curaçao
- Dominica
- Guadeloupe
- Haiti
- Jamaica
- Saint Kitts and Nevis
- Saint Lucia
- Saint Vincent and the Grenadines
- Sint Maarten
- Suriname
- Insulele Virgine Americane
- Puerto Rico
- United States of America (details)

### Orientul Mijlociu și Africa de Nord (22)
- Algeria
- Bahrain
- Comoros
- Djibouti
- Egypt
- Iran
- Iraq
- Jordan
- Kuwait
- Lebanon
- Libya
- Mauritania
- Morocco
- Oman
- Palestine
- Qatar
- Saudi Arabia
- Sudan
- Syria
- Tunisia
- United Arab Emirates
- Yemen

## Participare
Programele Special Olympics sunt disponibile pentru sportivi gratuit. Peste 5,7 milioane de sportivi și parteneri, Grupuri Sportive sunt implicați în antrenamente și competiții sportive Special Olympics în 204 țări și teritorii. Organizația oferă antrenamente și competiții pe tot parcursul anului în 32 de sporturi de vară și de iarnă în stil olimpic. 

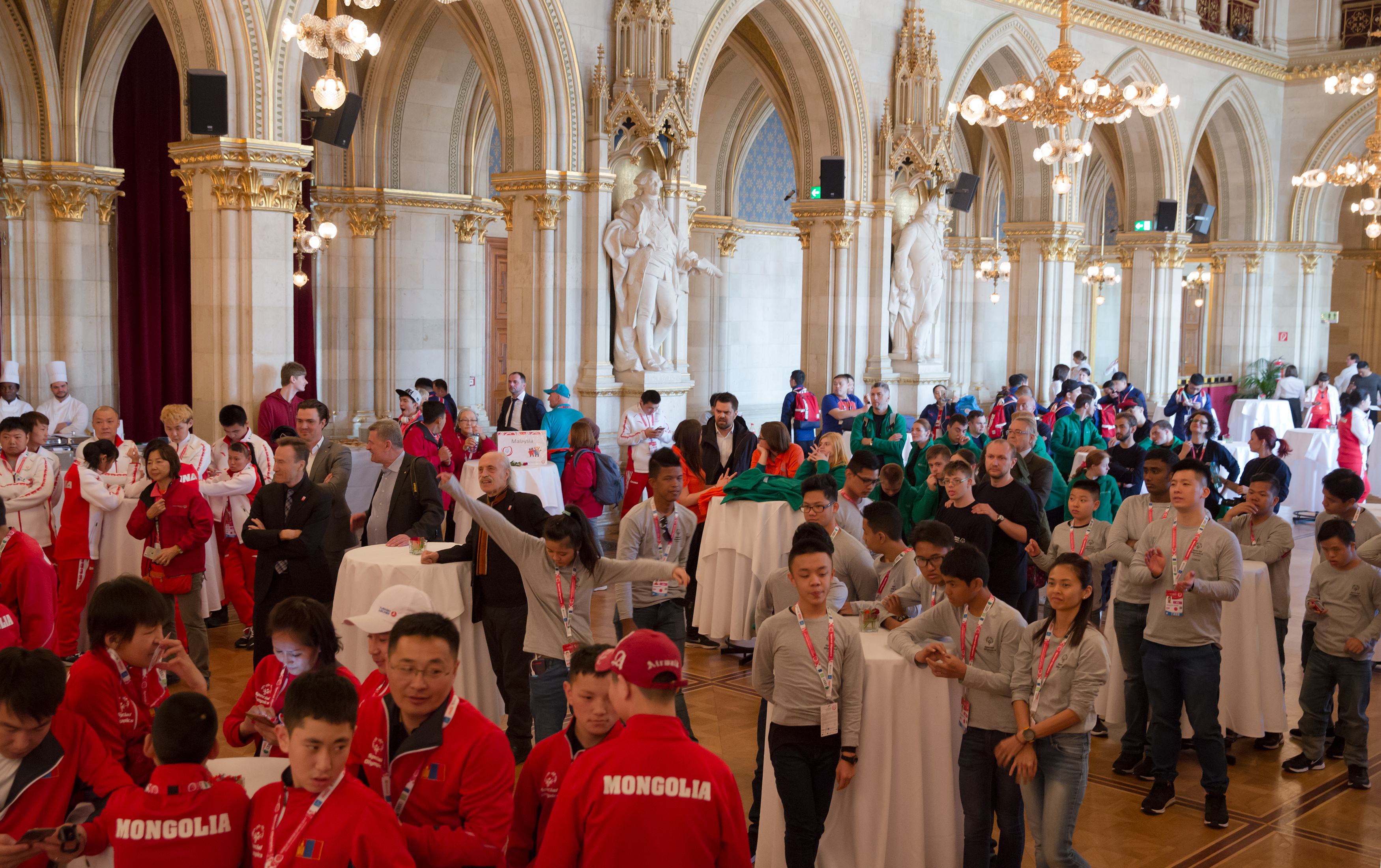
Recepție Special Olympics World Winter Games 2017 Viena, Austria

Persoanele cu dizabilități intelectuale sunt încurajate să se alăture Special Olympics pentru activitate fizică, care ajută la scăderea ratei bolilor cardiovasculare și a obezității, printre alte beneficii pentru sănătate. De asemenea, aceștia obțin multe beneficii emoționale și psihologice, inclusiv încredere în sine, competență socială, dezvoltarea unor abilități atletice mai mari și o stimă de sine mai ridicată. S-a dovedit, de asemenea, că exercițiile fizice sunt legate de o scădere a nivelului de anxietate în rândul persoanelor cu dizabilități intelectuale..
Familiile se pot implica și în experiența Special Olympics. Membrii familiei își susțin sportivii cât pot de bine, acesta se poate implica și participa ca voluntar la aceste evenimente. Prin implicare, ei pot spori stima de sine a sportivului lor și vor fi priviți ca o sursă constantă de încurajare.

## Sporturi
Special Olympics are peste 30 de sporturi individuale și de echipă de tip olimpic, care oferă oportunități semnificative de antrenament și competiție pentru persoanele cu dizabilități intelectuale. Din 2016, acestea sunt:
- Atletism
- Baschet
- Ciclism
- Patinaj artistic
- Fotbal
- Golf
- Gimnastica: artistică și ritmică
- Handbal
- Judo
- Karate
- Caiac
- Patinaj cu rotile
- Schi : alpin și fond
- Înot : piscină și apă deschisă
- Tenis de masă
- Tenis
- Triatlon
- Volei

## Vezi
- Jocurile Mondiale Special Olympics
- Jocurile Paralimpice
- România la Jocurile Paralimpice
- România la Jocurile Olimpice
- Parasporturi
- Sporturi paralimpice

## Legături externe
- ro Special Olympics România - site-ul oficial România
- ro Special Olympics - site-ul oficial la nivel mondial
- ro România la Comitetul Internațional Paralimpic - site-ul oficial
- ro Comitetului Național Paralimpic România - site-ul oficial
- en Tabelul de medalii al Jocurilor Paralimpice din toate timpurile